# Kansas City Shuffle
«Kansas City Shuffle» (рус. Шаффл Канзас-Сити) — песня, исполненная в 1926 году джазовым пианистом Бенни Мотеном. Она была записана в Чикаго и выпущена на лейбле Victor Records.
В 2005 году вышел фильм «Счастливое число Слевина» («Lucky Number Slevin»), название которого связано с так называемой «confidence game», когда человека заставляют верить в то, что не имеет места. Этот неологизм и используется, как сюжетный лейтмотив.
Джей Ральф записал кавер-версию песни в 2005 году во время пребывания в Монреале на съёмках фильма. Его друг, Джейсон Смилович (автор сценария фильма «Счастливое число Слевина»), захотел, чтобы эта песня играла в конце фильма. И чтобы название этой песни произносилось Добрым Котом (герой актёра Брюса Уиллиса) на протяжении всего фильма:
«Что такое Канзас сити шафл? Это когда все смотрят направо, а ты идёшь налево».

## Текст песни
It’s an blindfold kick back type of a game

called the Kansas City Shuffle 

Whereas you look left, they fall right 

into the Kansas City Shuffle 

It’s a «they think — you think — you don’t know» 

type of Kansas City Hustle 

Where you take your time 

Wait your turn and hang them up

out to dry 

Припев.

I look left not right

I look left not right

___

I look left not right

It’s a shake down, switch, arrive in town

type of Kansas City Shuffle 

gotta play both sides and let it ride 

on the Kansas City Shuffle 

Now the tables turned, the lesson’s learned 

you gotta earn yourself some trouble 

revenge like this, never sweet 

you got yourself a long ride home

Припев.

## Другие упоминания
Также этот термин используется для упоминания защитной комбинации команды Канзас-Сити Чифс во времена их выступлений в Американской футбольной лиге, позже объединившейся с Национальной футбольной лигой. Эта комбинация состоит в подавлении приёма «обратной защиты» и позже была запрещена.